# Anetta Keys

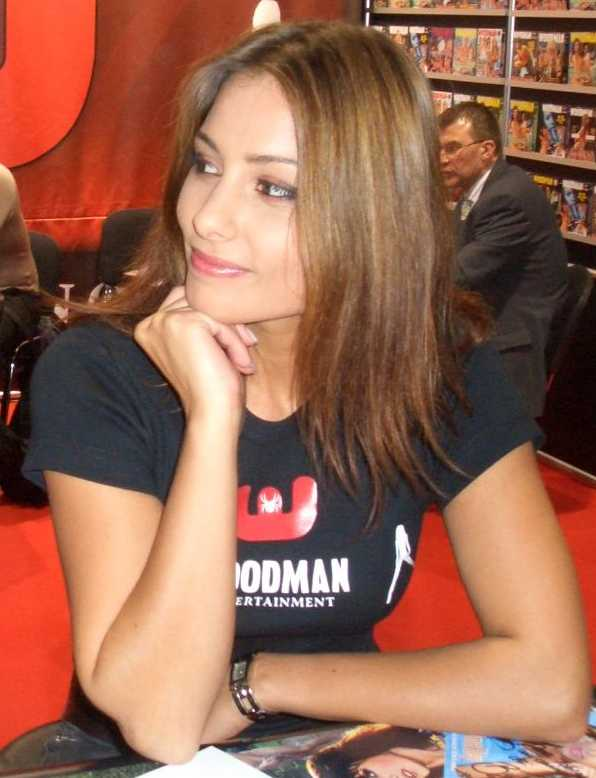
Anetta Keys, 2007

Anetta Keys, auch Aneta Keys, eigentlich Aneta Šmrhová (* 23. November 1983 in Křivoklát), ist ein tschechisches Fotomodell und eine ehemalige Pornodarstellerin.

## Leben

### Allgemein
Einen ihrer ersten Auftritte hatte Šmrhová 2003 in Teil 44 von Woodman Castings X, einer Serie von Pierre Woodman mit angeblichen Casting-Gesprächen, die oft in Sex enden. In diesem Video ist auch die einzige bekannte Analsexszene ihrer Laufbahn enthalten. Allgemein existieren im Online-Vertrieb nur wenige und auf DVD so gut wie keine Szenen, die sie bei heterosexuellen Handlungen zeigen.
In einem Interview erläuterte sie, dass ihr bekanntestes Pseudonym Anetta Keys auf einen Fotografen zurückgeht und eine Anspielung auf Alicia Keys ist.
Sie drehte u. a. im Jahr 2003 für Hustler Video (eine Tochtergesellschaft aus dem Hustler-Imperium) den Film Hustler XXX 20, 2004 für Wicked Pictures den Film Russian Institute: Lesson 3, 2004 für Peter North' Produktionsfirma Northstar Associates den Film Dreaming, 2006 eine Szene für Brazzers (International Beauty, reiner Online-Vertrieb) und 2008 Wild Waves für Ninn Worx.
Darüber hinaus arbeitete sie häufig für 21Sextury (damals USA, mindestens acht Beiträge), Private (Spanien, mindestens sieben Beiträge) und Video Art Holland (Niederlande, mindestens sechs Beiträge). Außerdem war sie u. a. in den Sexy Sport Clips zu sehen, die 2009 als „10-Disc Complete Collector's Edition“ vom Kölner Verlag Alive veröffentlicht wurden.
Laut einschlägiger Datenbanken wie der IAFD beendete sie ihre pornographische Laufbahn im Jahr 2012. An ihrer persönlichen Website anetakeys.net lassen sich über die Wayback Machine aber schon ab Anfang 2011 – bis einschließlich des letzten Speicherzeitpunktes im Mai 2015 – keine Veränderungen mehr feststellen. Seitdem ist sie nur noch als Modell für erotische Fotografien aktiv.

### Filme
Bei einigen ihrer Filme ist sie als einzige Person auf dem Cover abgebildet, darunter Young & Wild Vol. 2 (New Sensations, 2003), Enjoy Vol. 4 (Sineplex, 2003), Teen Tryouts Audition 38 (Devil’s Film, 2004, als Cindy Sweet) und Locker Room Lovers 2 (Rotten Candy Pictures, 2004, als Cindy Sweet). Daneben gibt es eine Reihe von Veröffentlichungen, bei denen sie mit weiteren Darstellerinnen gut sichtbar abgebildet wurde, darunter Big Toys No Boys (links, als eine von fünf) und Big Toys No Boys 5 (Mitte, eine von drei; beide Devil’s Film, 2004 bzw. 2007), Big Mouthfuls 5 (Bang Productions, 2004) und Footsie Babes (21 Sextury, 2006).
In Brasilien wurden 2005 vier Produktionen veröffentlicht, bei denen sie neben der Abbildung auf dem Cover auch die titelgebende Darstellerin war. Bei Anetta Keys – Loucuras de uma „Tcheca“ no Brasil, Anetta Keys… Linda, Selvagem e Bem Acompanhada und Anetta Keys 3 – Travessa e Devassa führten jeweils die Fuck Brothers Regie, bei Anetta Keys 4 – Eu quero essa Tcheca para mim! war es Paul Snake.
Im Jahr 2005 erschien die tschechische Produktion My Dear Anetta Keys, die über einen Zeitraum von knapp drei Stunden mit neun ausschließlich Einzelszenen in verschiedenen Settings zeigt. Produziert wurde der Film von 21Sextury. Drei Jahre später im Jahr 2008 wurde in den USA ein schlicht mit Anetta betitelter Streifen veröffentlicht, bei dem sie als aus Gründen einer besseren Vermarktung als Namensgeberin fungiert, jedoch nur in einer Szene zu sehen ist. Im gleichen Jahr wurde von Alive der Titel Babes Uncensored – Anetta Keys veröffentlicht und 2009 legte der Verlag mit der Video-Kompilation Anetta Keys – Best Of (u. a. mit Markéta Bělonohá und Eve Angel) nach.

### Kritiken
Auch wenn Regisseur (und in diesem Fall auch Darsteller) Pierre Woodman der Szene mit Anetta Keys in „Private Casting X 44“ mit seiner Arbeit keinen Gefallen leiste, so The Krell für adultdvdtalk.com, sei dieser Teil aus seiner Sicht das Hauptereignis (englisch „the main event“) und Keys habe ihn mit ihrer „enormen Energie“ (englisch „tremendous energy“) überrascht. Bei der heterosexuellen Szene in Big Mouthful 5 gefällt dem Rezensenten, dass Keys „wirklich in Fahrt komme“ und das Beobachten spannend mache, auch wenn das Stellungsspiel zwar immer noch heiß, aber nicht annähernd so aufregend sei. Ansonsten sei das Tempo der Szene zu langsam.
Anetta Keys wie auch die beiden anderen Darstellerinnen in der Eröffnungsszene von Big Toys No Boys, die sich allesamt auf dem Cover befinden, bezeichnete der Rezensent von xcritic.com aus seiner subjektiven Sicht als „nicht die süßesten Mädchen des Films“. Zudem notierte er, dass zwischen den dreien nur eine „geringe Chemie“ geherrscht habe. Gleichwohl seien sie die „spielerischsten“ (englisch „the most playful“) gewesen und für Freunde „langsamer, schwüler Lesbo-Szenen“ würde dieser Abschnitt funktionieren.
Auch in dem Fetisch-Film Footsie Babes ist Keys gleich zu Beginn zu sehen – zudem ist dies die einzige Szene, die ausschließlich von einem Darsteller getragen wird. Dabei nimmt sie verschiedene Posen ein, zeigt auf unterschiedliche Art ihre Füße, saugt auch einmal selbst an ihren Zehen und masturbiert. Aus Sicht des Kritikers, der selbst nicht dem Fußfetischismus frönt, ist es der mittelmäßigste Teil dieses auf eine enge Zielgruppe zugeschnittenen Werks. Dennoch lobt er die Arbeit des Regisseurs Andrew Youngman, der die Interessen seiner Zuschauer kenne und auf sie eingehe.
Im Mai 2010 wurde sie von dem US-Onlinemagazin Complex in der Liste „The 50 Prettiest Porn Stars of All Time“ auf Platz 34 gesetzt.

### Awards
- AVN Award 2005: Nominierung „Female Foreign Performer of the Year“ (als Aneta Brawn)[11]

### Fotomodel
Im Dezember 2003 war sie das „Penthouse Pet“ in der US-Ausgabe und im Juli 2005 in der ungarischen Ausgabe des Erotikmagazins Penthouse. Auch im Playboy war sie zweimal zu sehen: Im Januar 2004 in Tschechien (Cover) und im Juni/Juli 2006 in den USA in der Lingerie-Ausgabe. Weitere Präsenzen auf Titelseiten hatte sie u. a. in Frankreich (Top Models X, Mai 2004) und in der Ukraine (Club International, November 2005).
Ebenso ließ sich Aneta Šmrhová für Online-Publikationen fotografieren, u. a. für 1By-Day, ALS Scan (als Alana), Babes.TV, Hungarian Honeys und Twistys. Bildergalerien von ihr finden bzw. fanden sich auch auf den Seiten von Silvia Saint (clubsilviasaint.net), Marc Dorcel (dorcel.com), Veronika Zemanová (veronika-zemanova.com) und Zsanett Égerházi (clubsandy.com).
Auch nach dem Ende ihrer pornographischen Laufbahn ist sie weiterhin als Model aktiv. Ihre Aufnahmebereiche umfassen dabei das Spektrum von Lifestyle und Fashion über Bademode und Dessous bis hin zu Teilakt und Akt. Bilderstrecken hatte sie u. a. 2015 im Volo Magazin, 2016/17 in der deutschen und der tschechischen Ausgabe des Playboy und 2017 in Penthouse.

### Eurotrip & National Lampoon’s Spring Break
In dem Film Eurotrip von 2004 hat sie in der Szene, die mit Lucy Lawless als Domina im „Club Vandersexxx“ spielt, einen Auftritt als Komparsin.
Im Jahr 2007 war sie hinter Nikki Ziering auf dem Cover der Direct-to-Video-Veröffentlichung National Lampoon’s Spring Break abgebildet. In dem Film selbst ist sie aber nicht zu sehen.

### Engagement für den Tierschutz
Gemeinsam mit der ebenfalls aus Tschechien stammenden Markéta Bělonohá betrieb sie eine Zeit lang das Projekt Smiles for Pets. Es unterstützte mit Spendengeldern und Erlösen, die aus dem Verkauf von Tierfotos und -malereien stammen, Tierheime in aller Welt.

## Filmografie (Auswahl)
- Hustler XXX 20 (2003)
- Private Castings X 44 (2003)
- Total Babe 1 (2003)
- Young & Wild 2 (2003)
- Enjoy Vol. 4 (2003)
- Big Mouthfuls 5 (2004)
- Teen Tryouts Audition 38 (2004, als Cindy Sweet)
- Locker Room Lovers 2 (2004, als Cindy Sweet)
- Big Toys No Boys (2004)
- Girls Hunting Girls (2004)
- My Dear Anetta Keys (2005)
- Anetta Keys: Loucuras de uma Tcheca no Brasil (2005)
- Anetta Keys...Linda, Selvagem e Bem Acompanhada (2005)
- Anetta Keys 3 – Travessa e Devassa (2005)
- Anetta Keys 4 – Eu quero essa Tcheca para mim! (2005)
- Footsie Babes (2006)
- Big Toys No Boys 5 (2007)
- First Class Nudes – Vol. 01: Anetta Keys (2007)
- Anetta (2008)
- Babes Uncensored – Anetta Keys (2008)
- Anetta Keys – Best Of (2009)

## Eingang in Star Trek: TNG
In der Buchreihe Star Trek: The Next Generation (Literarische Fortsetzung nach Nemesis), die in Deutschland von dem Verlag Cross Cult veröffentlicht wird, heißt ein Mitglied der Bordbesatzung Aneta Šmrhová. In Kalte Berechnung – Die Beständigkeit der Erinnerung ist sie „taktische Offizierin Lieutenant Aneta Šmrhová“ und in Kalte Berechnung – Lautlose Waffen wird sie „als neue Sicherheitschefin“ bezeichnet.
Eingeführt wurde der Star-Trek-Charakter „Aneta Šmrhová“ von David Alan Mack, der in seinem Blog darüber Auskunft gibt, wer „Aneta Šmrhová“ spielen sollte und woher die Inspiration zu dem Namen stammt:

„...and new security chief Lieutenant Aneta Šmrhová should be played by the Czech actress after whom she was named.“

Auch die weiteren Autoren wie Una McCormack und Dayton Ward setzten in der fünfteiligen Miniserie Star Trek – The Fall auf Šmrhová als Charakter.